# Historia de Gaza

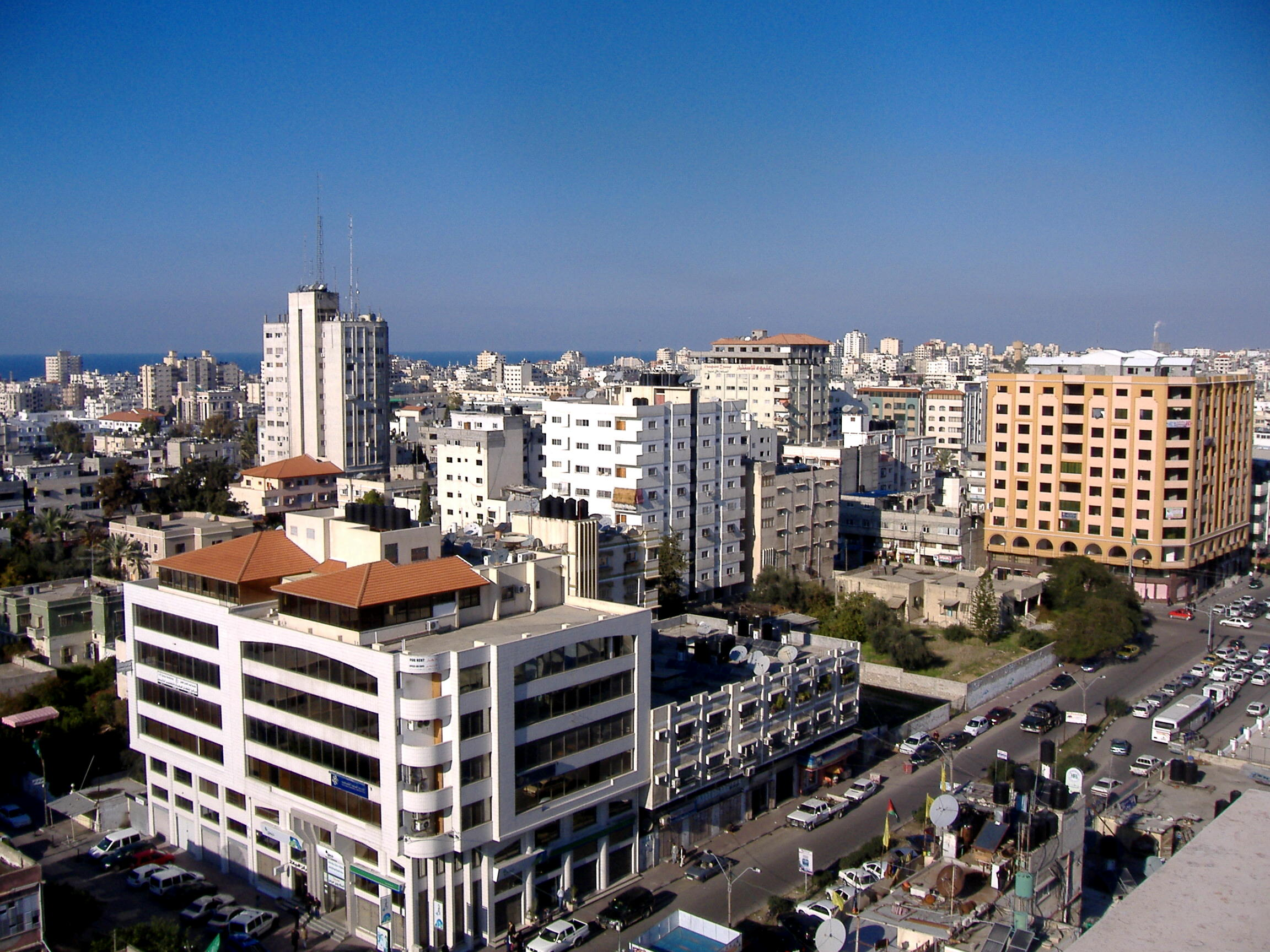
Gaza en 2007.

La historia de Gaza abarca 4.000 años durante los cuales esta ciudad fue gobernada y habitada por varias dinastías, imperios y pueblos. Originalmente un asentamiento cananeo, cayó bajo control de los antiguos egipcios por unos 350 años antes de ser conquistada por los filisteos, quienes la convirtieron en una de las ciudades principales de su pentápolis en el siglo XII a. C. Gaza cayó bajo dominio del Imperio asirio en 730 a. C. y, subsecuentemente, de la dinastía sasánida persa. Alejandro Magno sitió la ciudad por cinco meses antes de capturarla finalmente en 332 a. C. La mayor parte de sus habitantes fue asesinada durante el asalto y la ciudad, que se convirtió en un centro de irradiación de la civilización helenística, fue repoblada por árabes beduinos de la zona. La ciudad fue nuevamente sitiada por los asmoneos en 96 a. C..
Tras su incorporación a la República romana en el año 63 a. C., Gaza fue reconstruida bajo la dirección de Cneo Pompeyo Magno y terminada por Herodes I el Grande treinta años más tarde. A lo largo del período romano, Gaza mantuvo su prosperidad y recibió subvenciones de varios emperadores. Un senado de 500 miembros gobernó la ciudad y una amplia gama de filisteos, griegos, romanos, canaanitas, fenicios, judíos, egipcios, persas y árabes pobló la ciudad. La conversión al cristianismo de la ciudad fue iniciada y completada bajo el gobierno de Porfirio de Gaza, quien destruyó sus ocho templos paganos entre 396 y 420.
Gaza fue la primera ciudad de Palestina que fue conquistada por los Califas bien guiados en 635. La llegada de los gobernantes musulmanes trajo consigo drásticos cambios. Así, sus iglesias fueron transformadas en mezquitas, la población repentinamente adoptó el islam como su religión y el árabe se convirtió en la lengua oficial. Bajo los musulmanes árabes, la ciudad pasó por períodos de prosperidad y declive. Los cruzados arrancaron el control de Gaza de los fatimíes en 1100 y gobernaron hasta 1187, cuando la ciudad fue conquistada por Saladino y los ayubíes. Gaza estuvo en manos mamelucas para fines del siglo XIII y se convirtió en la capital de una provincia que abarcaba desde el Sinaí hasta Cesarea. Para el tiempo de su incorporación al Imperio otomano en el siglo XVI, no era más que una pequeña población.